# Euroscaptor malayana
Euroscaptor malayana és una espècie d'eulipotifle de la família dels tàlpids. És endèmic de la Malàisia peninsular. Es tracta d'una espècie petita, amb la cua curta i el pelatge negre. El seu hàbitat natural són les plantacions de te, on se l'ha trobat a altituds d'entre 1.300 i 1.600 msnm. El seu nom específic, malayana, significa ‘malaia’ en llatí.